# Hymenaphorura subsimilis
Hymenaphorura subsimilis is een springstaartensoort uit de familie van de Onychiuridae. De wetenschappelijke naam van de soort is voor het eerst geldig gepubliceerd in 1948 door Bagnall.